# Castiglione a Casauria
Castiglione a Casauria község (comune) Olaszország Abruzzo régiójában, Pescara megyében.

## Fekvése
A megye délnyugati részén fekszik. Határai: Pescosansonesco, Tocco da Casauria, Pietranico, Torre de’ Passeri, Bolognano és Bussi sul Tirino.

## Története
Valószínűleg a 9. században alapították, amikor a San Clemente a Casauria-apátsághoz tartozó birtok volt. A következő századokban nemesi birtok volt. Önálló községgé a 19. század elején vált, amikor a Nápolyi Királyságban felszámolták a feudalizmust. 1863-ig Castiglione alla Pescara néven volt ismert.

## Népessége
A népesség számának alakulása:

## Főbb látnivalói
- Santa Maria Assunta-templom
- San Francesco-templom
- San Clemente a Casauria-apátság